# 6P/d'Arrest
6P/d'arrest (còn được gọi là Sao chổi của d'Arrest hoặc Sao chổi d'Arrest) là một sao chổi gia đình Jupiter định kỳ trong Hệ Mặt trời, quay quanh Sao Hỏa và Sao Mộc. Nó đã vượt qua 0,151 24 AU (22.625.000 km; 14.059.000 dặm) từ Trái Đất vào ngày 12 tháng 8 năm 1976.
Lần sao chổi đến điểm cận nhật (cách tiếp cận gần nhất với Mặt trời) vào ngày 2 tháng 3 năm 2015, nhưng nó đã xuất hiện bất lợi vì nó có độ giãn dài dưới 30 độ từ tháng 10 năm 2014 đến tháng 5 năm 2015. Lần đi qua điểm cận nhật gần đây nhất diễn ra vào ngày 17 tháng 9 năm 2021, khi sao chổi có gốc ly giác mặt trời là 95 độ ở cấp sao biểu kiến xấp xỉ 10.
Năm 1991, Andrea Carusi và Giovanni B. Valsecchi (Viện vật lý thiên văn vũ trụ, La Mã), và Ľubor Kresák và Margita Kresáková (Viện thiên văn Slovak, Bratislava) độc lập cho rằng sao chổi này giống như một sao chổi được quan sát bởi Philippe de La Hire vào năm 1678.
Sao chổi này được quan sát lần đầu tiên bởi Heinrich Ludwig Keyboardrrest, tại Leipzig, Đức, vào ngày 28 và 30 tháng 6 năm 1851.
Hạt nhân sao chổi được ước tính có đường kính khoảng 3,2 km.
6P/d là một trong bộ ba sao chổi được nhắm đến bởi nhiệm vụ CONTOUR xấu số, một nhiệm vụ chương trình khám phá không người lái, đã được đưa ra nhưng liên lạc đã bị mất ngay sau khi đạt được quỹ đạo.
Nếu nó đã hoạt động, ngày dự kiến cho nghiên cứu về CONTOUR của d'Arrest sẽ là năm 2008, sau khi đến thăm hai sao chổi khác.
Khoảng năm 2007, 6P/d'Arrest là một trong chín sao chổi được kiểm tra cho một nghiên cứu về nhiệm vụ mang về mẫu vật sao chổi. Trong những năm 2010, một nhiệm vụ mang về mẫu vật bề mặt sao chổi đã được chọn làm người vào chung kết Chương trình New Frontiers, nhưng sao chổi 67P được nghiên cứu gần đây đã được chọn làm mục tiêu được chọn.